# Finse parlementsverkiezingen 2015
De Finse parlementsverkiezingen in 2015 vonden plaats op 19 april 2015.

## Achtergrond
De zittende regering bestond uit een vierpartijencoalitie gevormd door de Nationale Coalitiepartij, de Sociaaldemocratische Partij van Finland, de Zweedse Volkspartij en de Christendemocraten. Bovendien kon de regering rekenen op de steun van het onafhankelijke parlementslid Elisabeth Nauclér. Eerder maakten de Linkse Alliantie en de Groene Liga ook deel uit van de regering. De Linkse Alliantie stapte in maart 2014 op vanwege bezuinigingen op de sociale zekerheid. 
Premier Jyrki Katainen kondigde in april 2014 aan zich niet herkiesbaar te stellen. De Nationale Coalitiepartij schoof Alexander Stubb naar voren als zijn opvolger. In september 2014 verliet de Groene Liga de coalitie omdat zij tegen de vergunning was die werd verleend voor de bouw van een kerncentrale bij Pyhäjoki. Daardoor behield de regering slechts een nipte meerderheid van 102 van de 200 zetels in het Finse parlement.
De verkiezingen werden gewonnen door de Centrumpartij van Juha Sipilä. Een belangrijk thema was de economie. In de twee jaar voor de verkiezingen verkeerde Finland in een recessie. De werkloosheid lag in het jaar van de verkiezingen boven de negen procent. Sipilä vormde na de verkiezingen een regering bestaande uit de drie grootste partijen, namelijk de Centrumpartij samen met de Finnenpartij en de Nationale Coalitiepartij.

## Uitslag
| Partij                                  | Stemmen   | %    | ±%    | zetels | verschil |
| --------------------------------------- | --------- | ---- | ----- | ------ | -------- |
| Centrumpartij van Finland               | 626.218   | 21,1 | ▲ 4,2 | 49     | ▲ 14     |
| Finnenpartij                            | 524.054   | 17,7 | ▼ 1,4 | 38     | ▼ 1      |
| Nationale Coalitiepartij                | 540.212   | 18,2 | ▼ 2,2 | 37     | ▼ 7      |
| Sociaaldemocratische Partij van Finland | 490.102   | 16,5 | ▼ 3,2 | 34     | ▼ 8      |
| Groene Liga                             | 253.102   | 8,5  | ▲ 1,2 | 15     | ▲ 5      |
| Linkse Alliantie                        | 211.702   | 7,1  | ▼ 1,0 | 12     | ▼ 2      |
| Zweedse Volkspartij                     | 144.802   | 4,9  | ▲ 0,6 | 9      | 0        |
| Christendemocraten                      | 105.134   | 3,5  | ▼ 0,5 | 5      | ▼ 1      |
| Åland-vertegenwoordiger                 | 10.910    | 0,3  | 0,0   | 1      | 0        |
| Overigen                                | 62.226    | 2,1  | 0,0   | 0      | 0        |
| Totaal                                  | 2.968.462 | 100% |       | 200    |          |

1907 · 1908 · 1909 · 1910 · 1911 · 1913 · 1916 · 1917 · 1919 · 1922 · 1924 · 1927 · 1929 · 1930 · 1933 · 1936 · 1939 · 1945 · 1948 · 1951 · 1954 · 1958 · 1962 · 1966 · 1970 · 1972 · 1975 · 1979 · 1983 · 1987 · 1991 · 1995 · 1999 · 2003 · 2007 · 2011 · 2015 · 2019 · 2023